# MŠK Iskra Petržalka
MŠK Iskra Petržalka è una squadra di calcio slovacca, con sede nel comune di Petržalka, vicino a Bratislava. Il club è stato fondato nel 1934.